# Susana Prada
Susana Luísa Rodrigues Nascimento Prada (Lisboa, 20 de dezembro de 1964) é uma geóloga, professora universitária e política portuguesa. Entre 2015 e 2023, integrou o Governo Regional da Madeira enquanto secretária regional do Ambiente, Recursos Naturais e, a partir de 2019, com a pasta das Alterações Climáticas, cargo paralelo ao de ministro num governo nacional.

## Biografia
Nasceu em Lisboa, em dezembro de 1964, filha do coronel Ramiro Morna do Nascimento.
Foi a vencedora da primeira edição do prémio Zarco (entregue pelo BANIF e a Empresa do Diário de Notícias a madeirenses com trabalho desenvolvido nas áreas artística, literária e científica), ex æquo com Rui Vieira, em 2001.
Em abril de 2015, foi nomeada secretária regional do Ambiente e Recursos Naturais do Governo Regional da Madeira, função que desempenhou até outubro de 2023, tendo entre 2019 e 2023 acumulado com a pasta das Alterações Climáticas.

### Carreira académica
Em 1986, licenciou-se em Geologia, ramo Geologia Económica e Aplicada, pela Faculdade de Ciências da Universidade de Lisboa. Em 1991, completou o mestrado em Geologia Económica e Aplicada pela mesma faculdade com dissertação Estudo Hidrogeológico do Paul da Serra – Ilha da Madeira. Em 2000, doutorou-se em Hidrogeologia pela Universidade da Madeira com a tese Geologia e Recursos Hídricos Subterrâneos da Ilha da Madeira. É professora auxiliar desde 2005 e agregada em Geologia, na disciplina de Hidrogeologia, desde 2007.
É professora auxiliar no Departamento de Biologia e no Departamento de Ciências Exatas e da Engenharia da Universidade da Madeira. Foi diretora do Centro de Investigação em Ciências Agrárias da Universidade da Madeira. É, desde 2010, investigadora do Instituto de Investigação em Vulcanologia e Avaliação de Riscos da Universidade dos Açores.